# Jack O’Halloran

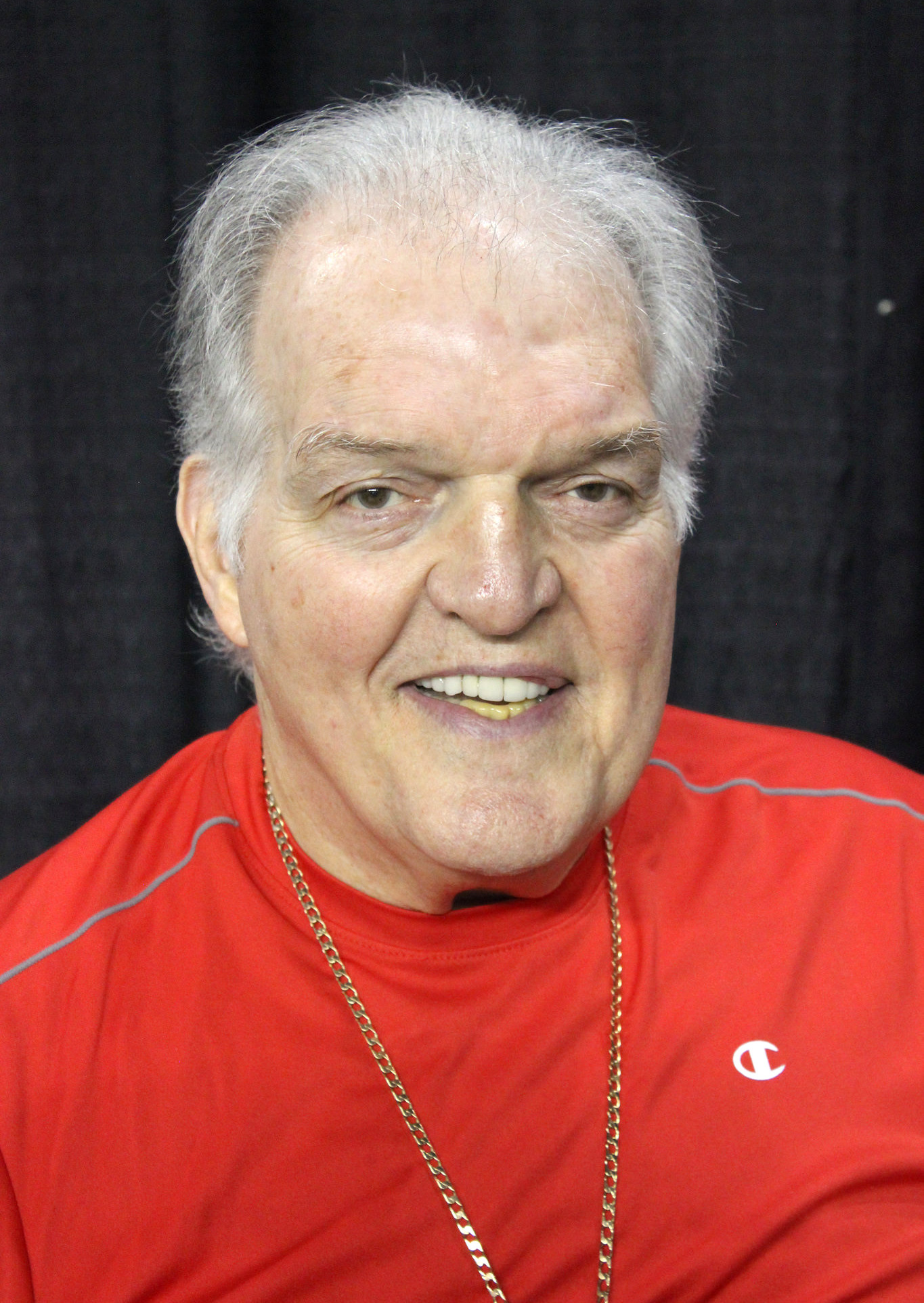
Jack O’Halloran, 2017

Jack O’Halloran (* 8. April 1943 in Philadelphia, Pennsylvania) ist ein US-amerikanischer Schauspieler und ehemaliger Boxer.

## Boxsport
O’Halloran war in den 1960er und 1970er Jahren Schwergewichtsboxer. Er blieb in seinen ersten 16 Kämpfen ungeschlagen und galt eine Zeit lang als vielversprechendes Talent. Er schlug Boxer wie Cleveland Williams, Terry Daniels, Manuel Ramos und Danny McAlinden. 1972 gewann er durch einen Sieg über Henry Clark die California state heavyweight championship. Nachdem ihm 1973 ein aufsehenerregender Sieg über Al „Blue“ Lewis gelungen war, war O’Halloran knapp davor, einen Kampf gegen Muhammad Ali zu bekommen, wurde aber dann von Jimmy Summerville bei einem Kampf in Miami Beach k. o. geschlagen. Obwohl O’Halloran den Rückkampf für sich entscheiden konnte, gelang ihm danach nicht mehr der Anschluss an die Spitze im Boxsport. Er verlor Kämpfe gegen die späteren Schwergewichts-Weltmeister George Foreman und Ken Norton. Im Jahr 1974 zog er sich nach insgesamt 34 Siegen (davon 17 durch K. o.), 21 Niederlagen und zwei Unentschieden aus dem Boxen zurück.

## Schauspielerkarriere
O’Halloran begann anschließend eine erfolgreiche Karriere als Schauspieler. Seine erste Rolle war 1975 die des Moose Malloy in dem Film Fahr zur Hölle, Liebling, an der Seite von Robert Mitchum als Privatdetektiv Philip Marlowe. 1976 spielte er im King-Kong-Remake mit. O’Hallorans berühmteste Rolle war die des stummen Non, Mitglied eines Trios von kryptonischen Superbösewichtern, das in Superman von Jor-El in die Phantomzone verbannt und in Superman II von Superman selbst versehentlich wieder freigelassen wird. Neben Rollen in Kinofilmen wirkte O’Halloran an mehreren Fernsehproduktionen mit.

## Filmografie (Auswahl)
- 1975: Fahr zur Hölle, Liebling (Farewell, My Lovely)
- 1976: King Kong
- 1977: Marschier oder stirb (March or Die)
- 1978: Superman
- 1980: Der Abstauber (The Baltimore Bullet)
- 1980: Superman II – Allein gegen alle (Superman II)
- 1984: Hunter (Fernsehserie, Folge 1x08: Pen Pals)
- 1985: Knight Rider (Fernsehserie, 1 Folge)
- 1985: Mord ist ihr Hobby (Murder, She Wrote, Fernsehserie, 1 Folge)
- 1987: Schlappe Bullen beißen nicht (Dragnet)
- 1988: Hero (Hero and the Terror)
- 1990: Mob Boss – Eine Familie zum (Er)schießen (Mob Boss)
- 1994: Hucks unglaubliche Reise (Huck and the King of Hearts)
- 1994: Flintstones – Die Familie Feuerstein (The Flintstones)